# Annunciazione (Piero della Francesca)
L'Annunciazione è un affresco (329x193 cm) di Piero della Francesca, facente parte delle Storie della Vera Croce nella cappella maggiore della basilica di San Francesco ad Arezzo, databile agli anni 1452-1458. L'affresco fu probabilmente dipinto all'inizio dei lavori, prima del soggiorno a Roma (1458-1459).

## Descrizione e stile

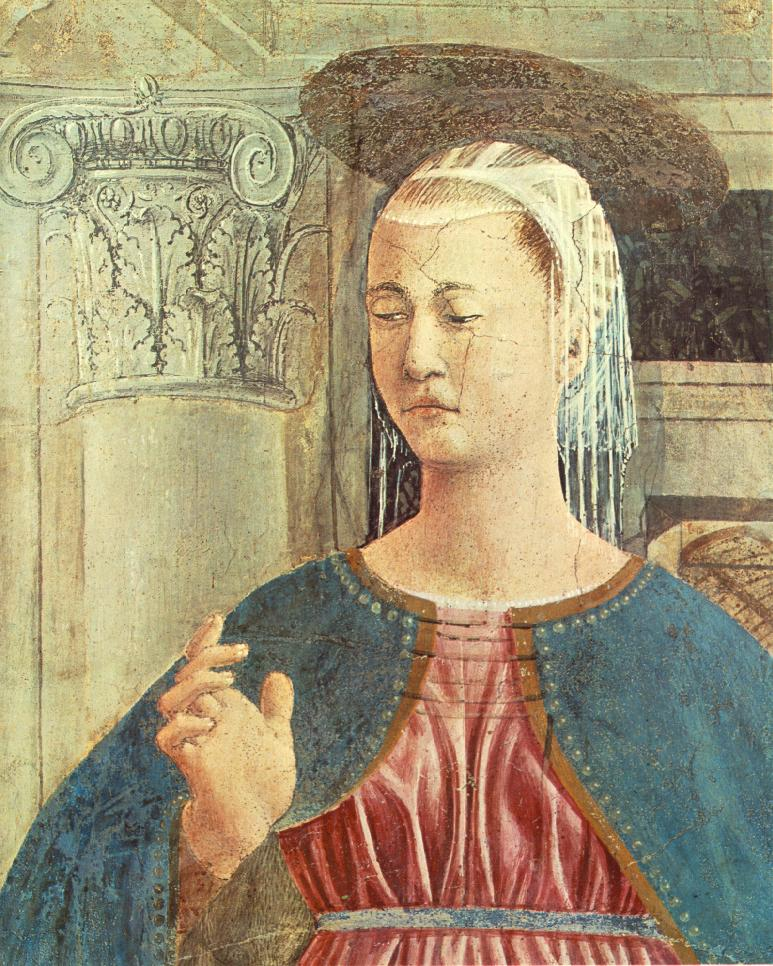
La Vergine, dettaglio

L'Annunciazione si trova nel registro inferiore sulla parete centrale, a sinistra della vetrata. Dal punto di vista della cronologia delle Storie è l'unico affresco che mostra una scena datata ai tempi di Cristo: la Crocifissione infatti non venne affrescata da Piero, poiché già rappresentata nel crocifisso ligneo duecentesco appeso al centro della cappella. La scena fa da pendant al Sogno di Costantino sull'altro lato, poiché in entrambi un messo divino porta un messaggio che decide le sorti dei protagonisti e dell'umanità intera. Inoltre l'Annunciazione, secondo la tradizione dell'epoca, era festeggiata lo stesso giorno della Morte di Adamo e della Crocifissione, il 25 marzo. 
Maria riceve l'annuncio dall'Angelo al riparo in un sontuoso loggiato classicheggiante, mentre a sinistra in alto, sullo sfondo del cielo chiaro, Dio Padre invia dalle nuvole lo Spirito Santo sotto forma di raggi che scaturiscono dalle sue mani. L'Angelo sta inchinandosi e fa un gesto di saluto alla Vergine, mentre nella mano sinistra tiene un ramoscello di palma, presagio del martirio di Cristo. La palma era infatti un albero che frutta solo quando sembra già morto, per questo venne scelto come simbolo del sacrificio dei martiri. Maria sta ruotando il corpo sorpresa dall'Angelo. Nella mano sinistra tiene il libro, che simboleggia le Sacre Scritture che si avverano, mentre con la destra fa un gesto di sorpresa. Le palpebre abbassate la caratterizzano nella posa ella cogitatio (riflessione). Il suo vestito è tipico delle rappresentazioni mariane: rosso con mantello blu e velo bianco. Come tipico nelle opere di Piero i colori ricorrono come in una scacchiera, in questo caso nelle vesti di Dio Padre.
Per il volto di quest'ultimo Piero usò un modello che compare frequentemente nelle sue opere: l'uomo anziano e barbuto col naso schiacciato si ritrova nel Polittico di Sant'Agostino, ma anche, restando nello stesso ciclo, nelle fattezze di Corsoè o in quelle di un uomo al capezzale di Adamo nella lunetta della Morte. Questo si spiega solo come una scelta programmatica di Piero di non attribuire particolari significati alle fattezze dei personaggi: in altre scene infatti si fatica a distinguere i personaggi principali da quelli secondari per la medesima cura dispiegata nei ritratti. In un certo senso è un'accentuazione della rilevanza dell'individuo in confronto agli eventi narrati. 
Sullo sfondo, entro le specchiature marmoree, si trovano delle tarsie lignee dipinte (un portale traforato, un seggio intarsiato, un gioco di cubi tridimensionali sulla parete ripreso dall'opus scutulatum romano), che dimostrano la conoscenza di Piero di questo tipo di produzione artistica: egli stesso produsse forse dei cartoni per le tarsie dello studiolo di Federico da Montefeltro o per altre corti.
La posizione delle colonne separa verticalmente la scena in due metà, come avviene in altre rappresentazioni simile del Rinascimento: da un lato era un retaggio degli scomparti tradizionali dei polittici, dall'altro simboleggiava il contatto tra mondo divino e umano. La diagonale dell'architrave, che prosegue nel profilo del cornicione aggettante, unisce le mani del Dio Padre con il volto di Maria e suggerisce l'andamento dello Spirito Santo. La prospettiva è quindi, in questo caso, messa al servizio del tema cristiano. 
La luce proviene con incisività da destra (ombra della pertica in alto, ombra del loggiato dietro l'Angelo), e rispetta l'illuminazione naturale della cappella (la finestra è infatti in questo caso a destra), ma sembra anche suggerire che la luce provenga dal centro della cappella stessa, dal Crocifisso appeso: un simile uso mistico della luce si ritrova anche nella tavola della Flagellazione.